# Charles Siebert
Charles Siebert (Kenosha, 9 marzo 1938 – San Francisco, 1º maggio 2022) è stato un attore statunitense.

## Biografia
Dopo aver lavorato a Broadway e nelle soap opera (Aspettando il domani, Così gira il mondo) raggiunse la grande popolarità in tv con uno dei ruoli principali nel telefilm Trapper John. In seguito apparve in Dallas , La signora in giallo, Xena - Principessa guerriera.
Recitò anche sul grande schermo, partecipando tra l'altro a Coma profondo e Una gita pericolosa.
Siebert è morto nel maggio del 2022 per complicazioni da Covid-19 a San Francisco. L'annuncio del decesso è stato dato dalla figlia un mese dopo.

## Filmografia parziale

### Cinema
- La sindrome del terrore (Blue Sunshine), regia di Jeff Lieberman (1977)
- Coma profondo (Coma), regia di Michael Crichton (1978)
- ...e giustizia per tutti (...And Justice for All), regia di Norman Jewison (1979)
- Una gita pericolosa (White Water Summer), regia di Jeff Bleckner (1987)

### Televisione
- Hawk l'indiano (Hawk) – serie TV, episodio 1x10 (1966)
- The Adams Chronicles – miniserie TV, 2 puntate (1976)
- L'incredibile Hulk (The Incredible Hulk) – serie TV, episodio 1x01 (1977)
- Trapper John (Trapper John, M.D.) – serie TV, 151 episodi (1979-1986)
- La signora in giallo (Murder, She Wrote) – serie TV, episodi 3x11-4x10-10x21 (1987-1994)

## Doppiatori italiani
Nelle versioni in italiano delle opere in cui ha recitato, Charles Siebert è stato doppiato da:
- Angelo Nicotra in ... e giustizia per tutti, La signora in giallo (ep. 10x21)
- Massimo Dapporto in Trapper John
- Saverio Moriones in La signora in giallo (ep. 3x11)
- Gabriele Carrara in La signora in giallo (ep. 4x10)